# Фонте деле Кјави (Кјети)
Фонте деле Кјави (итал. Fonte delle Chiavi) је насеље у Италији у округу Кјети, региону Абруцо.
Према процени из 2011. у насељу је живело 62 становника. Насеље се налази на надморској висини од 303 м.